# Bunt w 53 Samodzielnym Kolejowym Batalionie Budowlanym
Bunt w 53 Samodzielnym Kolejowym Batalionie Budowlanym (ros. Мятеж  в 53-м отдельном железнодорожном строительном батальоне) – antysowieckie wystąpienie zbrojne na Rosyjskim Dalekim Wschodzie w czerwcu 1943 r. podczas II wojny światowej.

## Przebieg wydarzeń
Bunt wybuchł 2 czerwca 1943 r. w jednej z kompanii 53 Samodzielnego Kolejowego Batalionu Budowlanego, stacjonującego we wsi Winogradowka w rejonie Imanu. Impulsem była informacja o bliskim przerzuceniu batalionu na front. Spiskowcy zabili zastępcę dowódcy batalionu ds. politycznych, 8 młodszych oficerów i kilku żołnierzy. W areszcie zamknięto dowódcę zbuntowanej kompanii i 2 dowódców plutonów. Z magazynu pobrano broń, sprzęt wojskowy i amunicję. Buntownicy na czele ze starszym sierżantem Timoszenko i jefrejtorem Siemienowem skierowali się w kierunku okolicznej wsi Dmitrowo-Wasiliewka, gdzie stacjonowała druga kompania batalionu. Dołączyła ona w większości do spiskowców. Ponadto do pobliskiego 52 Batalionu Drogowo-Budowlanego wysłano delegację w celu przekonania jego żołnierzy do przyłączenia się do buntu. Zostali oni jednak aresztowani. Obie kompanie ruszyły na północ do wsi Bolszoj Silan, gdzie po krótkiej wymianie strzałów rozbiły sztab batalionu. Zginęło 8 oficerów, został zniszczony węzeł łączności, splądrowany magazyn broni. Do buntu dołączyła trzecia kompania batalionu. Dowództwo buntowników objął jefrejtor Ilia Ł. Krasnow, który zorganizował mityng, na którym oświadczył, że przeciwko Sowietom wystąpił zbrojnie cały Front Dalekowschodni, uzyskując wsparcie ze strony Japonii. Jego zastępcami zostali starszy sierżant Timoszenko, szeregowy Miezienciew i szeregowy Matwiej F. Żuk. Utworzyli oni "nowy komitet rewolucyjny". Zbuntowany oddział liczył ok. 330 żołnierzy, uzbrojonych w 12 karabinów maszynowych, ok. 230 karabinów ręcznych i ok. 300 granatów ręcznych. Wieczorem przeszedł on do wsi Stolnoje, gdzie zatrzymano samochód z powracającymi z odprawy szefem sztabu i zastępcą komisarza politycznego batalionu. Doszło do strzelaniny, podczas której zginął porucznik milicji Iwan Winniczenko. W nocy od zachodu pod wieś podeszły oddziały Armii Czerwonej, w tym kompania kontrwywiadu Smiersz 35 Armii. Rankiem 3 czerwca zaatakowały one pozycje obronne buntowników, w wyniku czego 7 z nich zginęło, zaś 26 trafiło do niewoli. Reszta zbuntowanego batalionu wycofała się ze wsi. W otwartym polu został on jednak ostrzelany przez 3 czołgi, co doprowadziło do jego rozbicia na pojedyncze grupy. Do końca dnia czerwonoarmiści rozbijali je. Ogółem wzięto do niewoli ok. 150 buntowników. 10 lipca w rejonie wsi Fiodorowka został schwytany jefrejtor I.Ł. Krasnow i jego zastępca sierż. Timoszenko. Ostatnich wyłapano do 15 lipca. Śledztwo prowadził zarząd kontrwywiadu SMIERSZ Frontu Dalekowschodniego. Wykazało ono, że bunt był przygotowywany już od 1942 r. przez grupę żołnierzy niezadowolonych ze służby wojskowej, a także władzy sowieckiej. Miał on wybuchnąć po zajęciu przez Niemców Stalingradu i Saratowa. Kiedy dowiedziano się o wysłaniu batalionu na front, planowano wystąpić zbrojnie w Czycie lub Czelabińsku. Część buntowników, w tym przywódców, rozstrzelano, zaś pozostałych skazano na wieloletnie pobyty w łagrach. Jedynie 1 żołnierz został skierowany na front, po zamianie kary 5 lat obozu, a 2 innych uniewinniono.